# Tomasz Pacyński
Tomasz Pacyński (* 4. Februar 1958 in Warschau; † 30. Mai 2005 in Brok) war ein polnischer Science-Fiction-Schriftsteller. Er war auch unter dem Pseudonym Pacek bekannt.
Pacyński war ein ausgebildeter Informatiker. Er war Herausgeber und Redakteur der ersten polnischen SF-Internet-Zeitschrift Fahrenheit. Er schrieb mehrheitlich Kurzgeschichten; sein erster Roman Sherwood entstand im Jahre 2001 und wurde zum Janusz A. Zajdel-Literaturpreis nominiert.